# 우에다이역
우에다이역(일본어: 植大駅)은 일본 아이치현 지타군 아구이정에 위치한 나고야 철도 고와선의 철도역이다. 역 번호는 KC 09이며, 상대식 승강장 2면 2선의 구조를 갖춘 지상역이다.

## 타는 곳
| 1 | ■ 고와선 | 하행 | 지타한다 · 고와 · 우쓰미 방면 |
| 2 | ■ 고와선 | 상행 | 오타가와 · 나고야 방면        |

## 이용 현황
- 2013년 기준 : 1,285명

## 역 주변
- 아구이 정립 난부 소학교

## 인접 역
| 나고야 철도 고와선         | 나고야 철도 고와선 | 나고야 철도 고와선       |
| -------------------------- | ------------------ | ------------------------ |
| KC 08 아구이 오타가와 방면 | ■ 고와선           | 한다구치 KC 10 고와 방면 |